# Ágfalvi Mihály
Ágfalvi Mihály (Szatmárnémeti, 1941. július 7. –) magyar építőmérnök, geodéta, a Nyugat-magyarországi Egyetem Geoinformatikai Karának oktatója.

## Élete
Általános iskolai tanulmányait Sopronban végezte el. Középiskolai tanulmányait Sopronban kezdte, azonban a székesfehérvári József Attila Gimnáziumban fejezte be tanulmányait 1959-ben. Ágfalvi Mihály geofizikusnak akart tanulni, de apja múltja miatt egyetemi felvételét elutasították. Egy évig a Videotonban segédmunkásként dolgozott. A Jáky József Technikumban földmérő technikusi végzettséget szerzett.
A Építőipari és Közlekedési Műszaki Egyetem Építőmérnöki Karán 1962 és 1967 között építőmérnöki képzésen földmérő szakon végzett. Az egyetem elvégzését követően a székesfehérvári Budapesti Geodéziai és Térképészeti Vállalat 6. osztályán mérnökként, terepfelmérőként dolgozott.

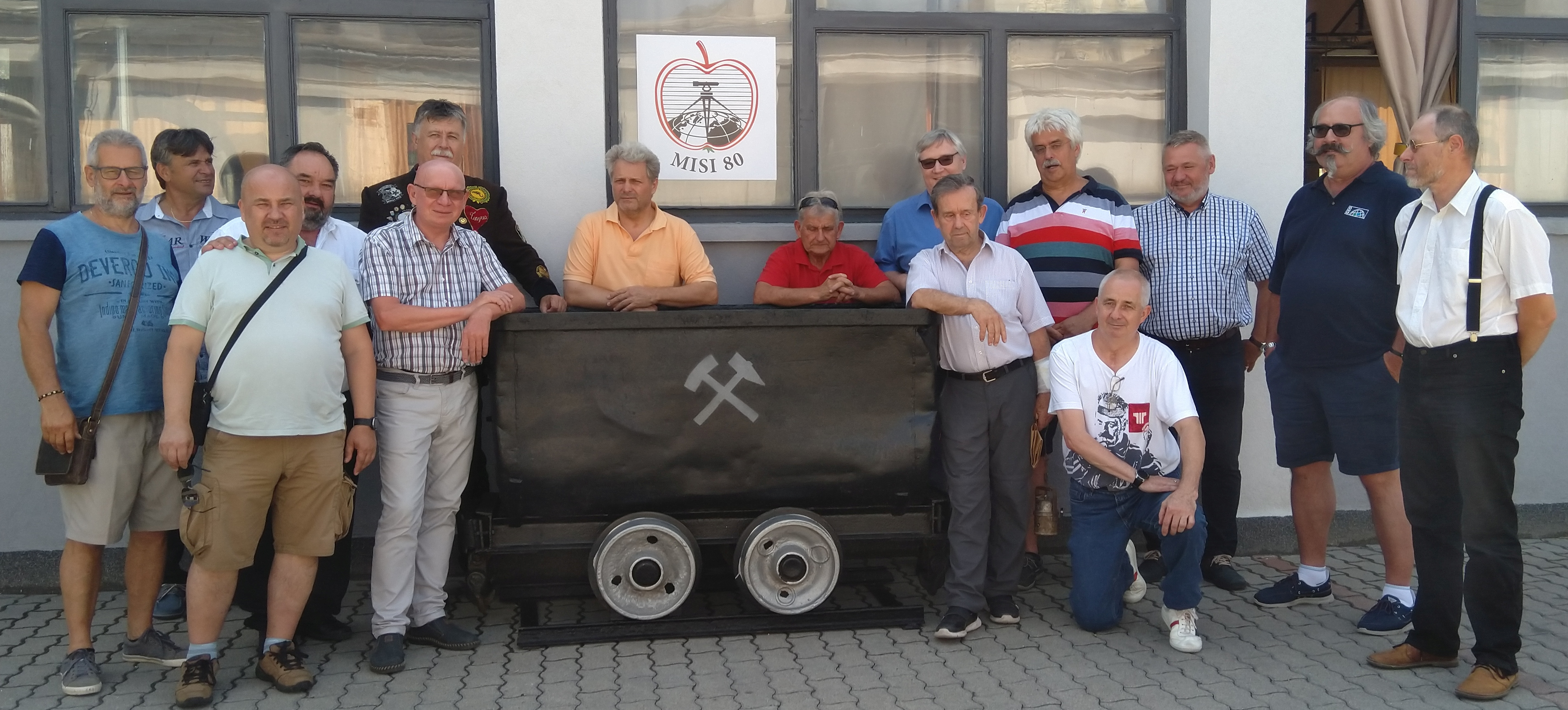

1970-től a Nyugat-magyarországi Egyetem Geoinformatikai Karának oktatója. 1971 és 1973 között a Budapesti Műszaki és Gazdaságtudományi Egyetem geodéziai automatizálási szakmérnöki képzését végezte el. Műszaki doktori fokozatát 1979-ben ugyanitt szerezte meg. 1981 és 1991 között tudományos igazgatóhelyettese a karnak.

## Díjak, elismerések
- Térképészet kiváló dolgozója (1972)
- MÉM Kiváló dolgozó (1982)
- Erdészeti és Faipari Egyetem Kiváló dolgozója (1992)
- Székesfehérvárért emlékérem (1994)
- Lázár deák emlékérem (1995)
- Fasching Antal díj (1998)
- Magyar Felsőoktatásért Emlékplakett (2002)
- Magyar Köztársasági Érdemrend Lovagkeresztje (2006)
- A Magyar Érdemrend tisztikeresztje (2012)[5]
- Életfa Emlékplakett Ezüst fokozata[6]